# Undeuchaeta japonica
Undeuchaeta japonica is een eenoogkreeftjessoort uit de familie van de Aetideidae. De wetenschappelijke naam van de soort is voor het eerst geldig gepubliceerd in 1957 door Chiba.